# Germania (Schiff, 1908)
Die Germania war die erste von sechs Segelyachten, die im 20. Jahrhundert für die Familie Krupp gebaut wurden.

## Geschichte

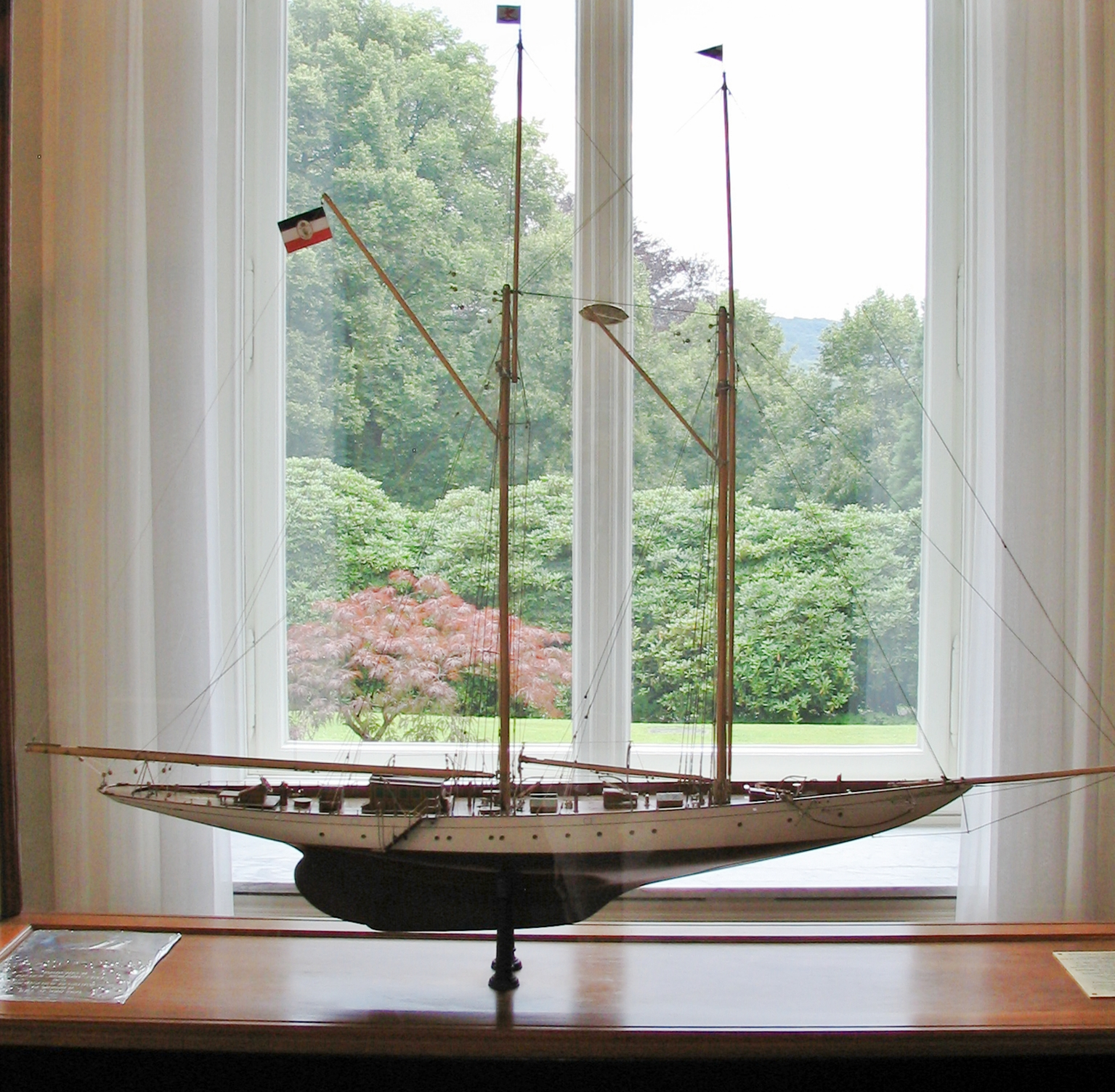
Modell der Germania im Maßstab 1:50, Krupp-Museum in der Villa Hügel

Diese Schoneryacht sollte das Hochzeitsgeschenk von Bertha Krupp an ihren Mann Gustav Krupp von Bohlen und Halbach darstellen. Ihr gehörten laut Testament 99,9975 % des Unternehmens Krupp. Die Germania wurde nach einem Entwurf des renommierten Yachtkonstrukteurs Max Oertz auf der Privatwerft Krupp Germaniawerft in Kiel in nur sechs Monaten erbaut und hatte 1908 ihren Stapellauf durch Aufschwimmen im Trockendock der Werft. Das Konzept für den Bau der ersten Germania war stark national gestimmt. Sie sollte die erste deutsche Yacht in der höchsten Leistungsklasse der Schoner werden, die „deutsch vom Kiel bis zum Flaggenknopf“ (der höchsten Stelle des Masttops) war. Entworfen von einem deutschen Konstrukteur, auf einer deutschen Werft gebaut und mit deutschen Materialien und Ausrüstungsgegenständen ausgestattet, um schließlich von deutschen Mannschaften in Regatten erfolgreich gesegelt zu werden. Der nationalstolze Anspruch konnte fast ganz umgesetzt werden, denn man fand in der Segelmacherei von Wilhelm Mählitz in Berlin sogar einen Lieferanten für die insgesamt 19 verschiedenen Baumwollsegel, der dem klassischen Segelmacher Ratsey & Lapthorn in Großbritannien ebenbürtig war. Die Masten aus Douglasienholz mussten allerdings aus den Vereinigten Staaten beschafft werden, da man in Deutschland keine geeigneten Hölzer in den benötigten Längen und Qualitäten fand. Die drei Meteor-Yachten des Kaisers Wilhelm II. bis zum Erscheinen der Germania 1908 waren in Amerika oder Großbritannien sowohl entworfen als auch gebaut worden und wurden von einer ausländischen Mannschaft gesegelt.
Ihr Rumpf war als absolutes Novum ganz aus Nichtrostendem Stahl gebaut und ihre Segelfähigkeiten waren so revolutionär, dass sie in ihrer Regattazeit von 1908 bis 1914 viele deutsche Regatten gewann, obwohl sie unter Deck – dem Zeitgeschmack entsprechend – sehr wohnlich ausgebaut war. Es gab ein Wohnzimmer mit Kamin, Speisezimmer, Damensalon mit Klavier, Eignerdoppelkabine, drei Gästekabinen, Dienerkabine, Messe und Kabine für Kapitän und Steuerleute, Kombüse und Mannschaftsunterkünfte im Vorschiff. Eine Antriebsmaschine war nicht eingebaut. Im Hafen lag die Yacht an einer eigenen Mooring-Boje. Bei Flaute oder Kanalfahrten musste Schlepperhilfe angefordert werden.
Krupp hatte Kaiser Wilhelms Traum von der führenden Yachtbaunation Wahrheit werden lassen, und so diente er dem Kaiser seine Germania als Sparringspartner für die Meteor an, verbunden mit handfesten eigenen wirtschaftlichen Interessen. Während der Sommerregatten in Cowes konnte die Germania die Wettfahrt um den von Wilhelm II. gestifteten Kaiser-Pokal mit Abstand für sich entscheiden. Mit einer Durchschnittsgeschwindigkeit von 13,1 Knoten schlug sie alle bisherigen Rekorde. Die britische Presse zollte den Leistungen der Germania höchste Anerkennung. Während Krupp bei Regatten gegenüber britischen Gegnern aus der Yacht stets das letzte herausholte, übte er in Rennen gegen den Kaiser oftmals untertänigste Zurückhaltung. Die Germania lag gegen die Meteor stets wenige Sekunden zurück. Der ehrgeizige Wilhelm II. konnte bei Niederlagen seiner Yacht recht nachtragend sein. Krupp übte auch finanzielle Zurückhaltung bei Angebot und Abrechnung der Meteor IV und Meteor V, die Wilhelm II. bei der Krupp Germaniawerft in Kiel bauen ließ. Bei abgerechneten Baukosten von 587.771 Mark für Meteor IV blieb ein Gewinn von 95,31 Mark für die Werft. Die Germania wurde mit 704.024,41 Mark gegenüber Krupp abgerechnet und die Werft erzielte einen Gewinn von 64.002,20 Mark (Materialkosten: 421.997,80 Mark, Löhne: 85.901,42 Mark, Zuschläge: 132.122,99 Mark).
Bei Kriegsausbruch 1914 wurde die Germania bei den Vorbereitungen auf die Regatten der Cowes Week von den politischen Ereignissen am Solent überrascht, vom britischen Zoll in Southampton als Prise beschlagnahmt und zur Versteigerung gebracht. Als Exen ging sie unter neuer Eignerschaft an die Ostküste der Vereinigten Staaten.
Nachdem die Germania (später Exen und Half Moon) durch verschiedene Hände gegangen war, geriet sie im Jahr 1930 in einen Sturm und musste aufgegeben werden. Sie wurde zu einer Untiefe nordwestlich von Key Biscayne, Miami-Dade County (Florida), getrieben und sank dort (Position: 25° 43′ 37,4″ N, 80° 8′ 4,7″ W). Sie wurde von der Regierung zum Unterwasserdenkmal erklärt und steht somit unter Denkmalschutz. Für Sporttaucher ist sie ein beliebtes Ziel.

### Germania Nova
Im Frühjahr 2011 wurden in der deutschen Presse Berichte mitsamt Fotos veröffentlicht, die einen äußerlich nahezu originalgetreuen Nachbau der Germania von 1908 zeigen. Das Schiff wurde im Auftrag des deutschen Stahlunternehmers Jürgen Großmann hauptsächlich in der spanischen Werft Factoria Naval de Marin bei Vigo gebaut und ist als Germania Nova im Mai 2011 unter der Flagge Antiguas vom Stapel gelaufen. Weiterhin sind ein Betrieb im vorpommerschen Peenemünde sowie zwei holländische Spezialbetriebe am Bau beteiligt. Die Arbeiten am Nachbau begannen unter der Leitung des deutschen Projektmanagers Rainer Hantke und der Bauaufsicht des von ihm beauftragten Bootsbaumeisters Detlev Löll ab Frühjahr 2009 im Verborgenen. Sie wurden massiv durch die Tatsache erschwert, dass keinerlei originale Konstruktionspläne mehr existieren. Aufgrund von Fotos, Artikeln in Fachzeitschriften, Modellen und deren Modellbauplänen plante man eine Yacht, die sich durch besondere Werktreue gegenüber dem Original auszeichnen soll. Aufgrund von Sicherheits- und Komfortaspekten und durch die Abnahme-Vorgaben des Germanischen Lloyd gemäß den Bestimmungen der englischen Maritime and Coastguard Agency sind einige Änderungen durchgeführt worden: geringe Abweichungen im Aufbau, der Einsatz eines modernen Ankers, der Einbau von Klimaanlagen, moderner Navigationselektronik, ausfahrbarer Bugstrahlruder sowie die Montage einer (relativ klein dimensionierten) Schiffsdiesel-Maschine mit 300 kW Leistung. Das Schiff wird von 13 Besatzungsmitgliedern gesegelt und bietet 10 Gästen Platz in 5 Kabinen. Haupteinsatzgebiet ist die Karibik und das Mittelmeer, Charterpreis ca. 90.000 US$ pro Woche. Das Schiff wurde im Herbst 2018 an neue Eigentümer verkauft.

## Ausstattung unter Deck

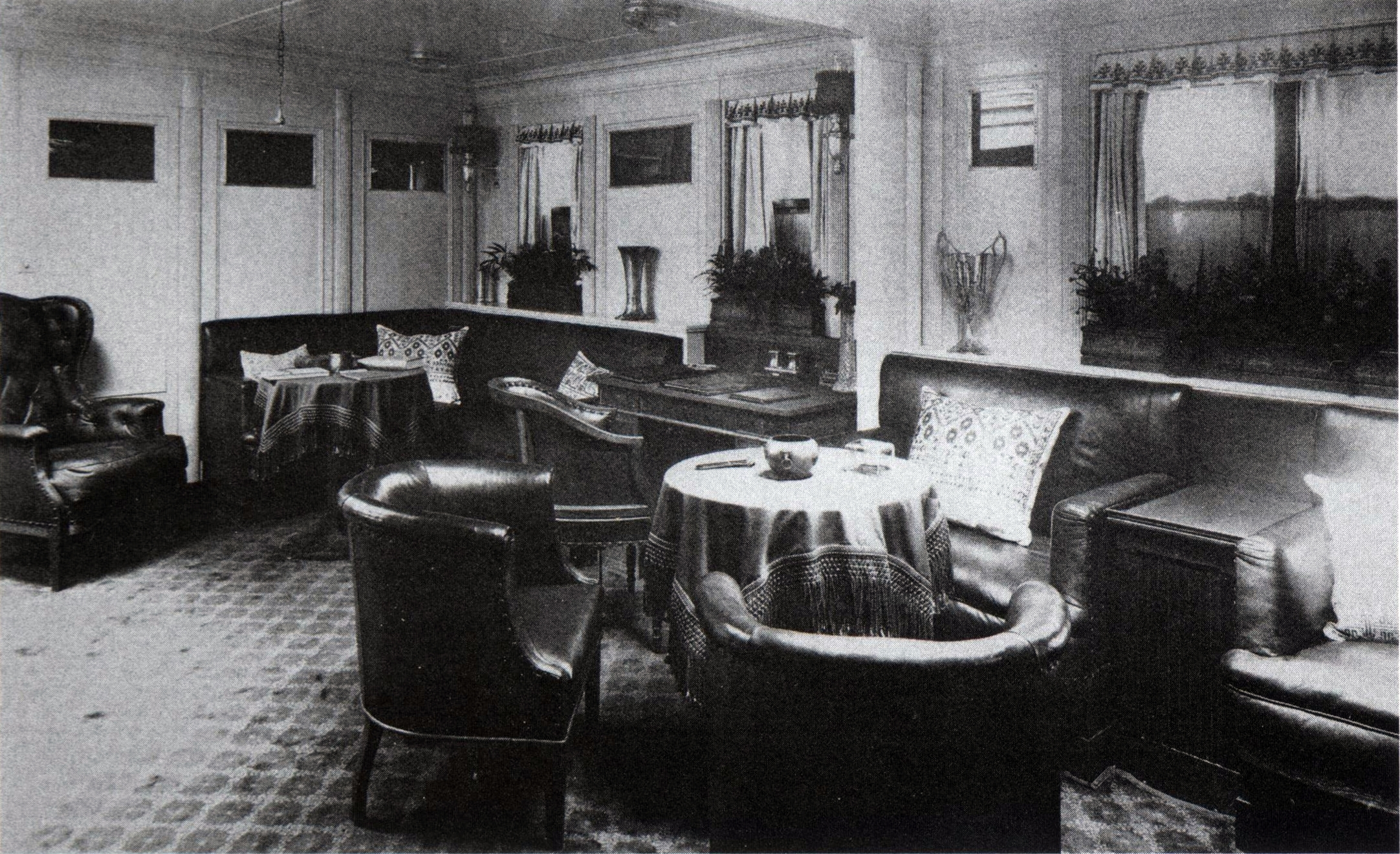
Salon
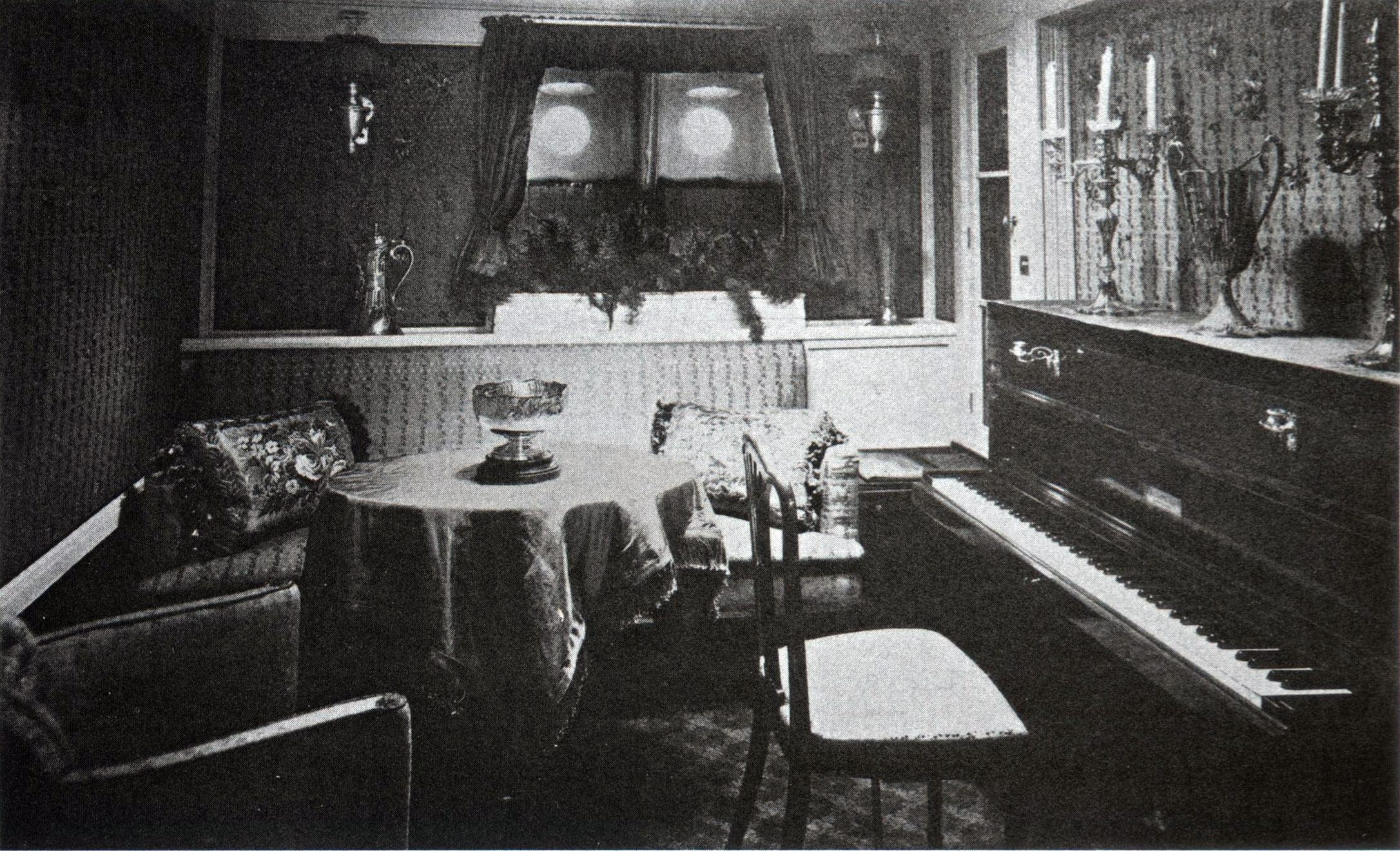
Damensalon
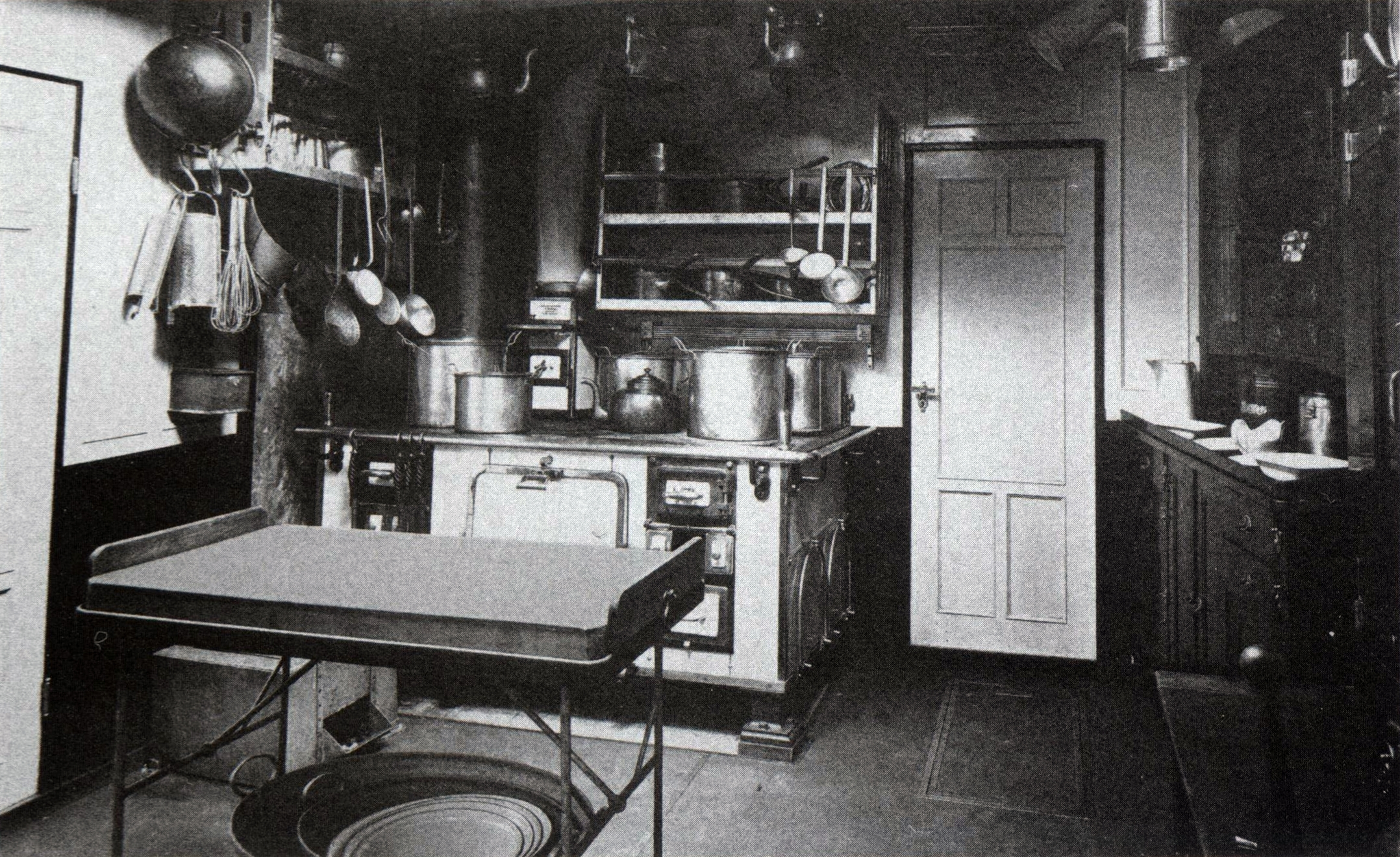
Galley

## Yachten mit dem Namen Germania
- Germania, 1908, Friedrich Krupp Germaniawerft
- Germania II, 1934, A&R, 8mR-Yacht Baunr. 2856
- Germania III, 1935, A&R, 8mR-Yacht Baunr. 2974
- Germania IV, 1939, A&R, 8mR-Yacht Baunr. 3340
- Germania V, 1955, A&R, 13 KR-Yacht Baunr. 5025
- Germania VI, 1963, A&R, 16 KR-Kielyacht Baunr. 5895